# Associació de Futbol de Trinitat i Tobago
L'Associació de Futbol de Trinitat i Tobago, també coneguda per les sigles TTFA (en anglès: Trinidad and Tobago Football Association), és l'òrgan de govern del futbol a la república caribenya de Trinitat i Tobago. Va ser fundada l'any 1908 i, el 1964, es va afiliar a la Confederació del Nord, Centreamèrica i el Carib de Futbol Associació (CONCACAF) i a la Federació Internacional de Futbol Associació (FIFA). El 1978 va ser una de les federacions fundadores de la Unió Caribenya de Futbol (CFU).
La TTFA és la responsable d'organitzar el futbol de totes les categories i les respectives seleccions nacionals, incloses les de futbol femení, futbol sala i la Selecció de futbol de Trinitat i Tobago.
Els orígens de la TTFA, antigament TTFF (en anglès:Trinidad and Tobago Football Federation) es remunten al 1908, però no va ser fins a l'any 1964 que no va afiliar-se als organismes internacionals, just poc després que es proclamés la independència de Trinitat i Tobago l'any 1962.
El 1999, la TTFA va crear la Lliga de Trinitat i Tobago de futbol (en anglès: TT Pro League), que és la principal competició de lliga del país i la disputen dotze equips.
El 2003, es va crear la National Super League, que és la segona competició més important. Des de 2017 es coneix com a National Super League i la disputen 19 equips distribuïts en dos grups de 12 (League 1) i 7 (League 2) clubs respectivament.
Des de 1927 es disputa la copa de Trinitat i Tobago de futbol (en anglès: Trinidad and Tobago FA Trophy) que és la màxima competició per eliminatòries.